# Ржевуский, Франтишек
Франтишек Ржевуский (1730—1800) — государственный деятель Речи Посполитой, писарь польный коронный (1752—1774), маршалок надворный коронный (1775—1783), консуляр Постоянного Совета на сейме 1776 года.
Представитель польского магнатского рода Ржевуских герба «Кшивда». Сын воеводы подляшского и подольского Михаила Юзефа Ржевуского (1699—1769) от второго брака с Франциской Цетнер.
В 1752 году Франтишек Ржевуский получил должность писаря польного коронного. В 1764 году был избран послом (депутатом) на конвокационный сейм. В июле 1764 году Станислав Август Понятовский назначил Франтишека Ржевуского послом в Санкт-Петербург. Он пытался выстраивать позитивные отношения с Россией, чтобы добиться для нового польского короля субсидий для поддержки реформ. Однако его усилия были сорваны прусским и австрийским послами, а также русскими чиновниками, в том числе всемогущими братьями Орловыми.
В январе 1765 года Франтишек Ржевуский был аккредитован в качестве чрезвычайного и полномочного министра короля и республики. Инструкция от 26 января 1765 года предписывала Ф. Ржевускому по требованию России назначить комиссаров для демаркации русско-польской границы. По инструкции Франтишек Ржевуский должен добиваться от царского правительства возмещения ужерба, который Речь Посполитая потерпела во время Семилетней войны и действий русской армии. Однако из-за трудностей дипломатической миссии, в марте 1765 года Франтишек Ржевуский попросил короля Станислава Августа об отпуске. 14 мая 1765 года Ф. Ржевуский выехал из Санкт-Петербурга, а его заместитель Якуб Псарский был назначен временным поверенным в переговорах с Россией. В декабре 1765 года Якуб Псарский был официально назначен польским резидентом в Санкт-Петербурге.
В 1766 году стало очевидно, что из-за ограниченности возможностей и низкого ранга Якуб Псарский не может получить поддержки со стороны России во время таможенных споров с пруссаками. В июне 1766 года Франтишек Ржевуский прибыл в Санкт-Петербург, а Якуб Псарский выехал в Польшу. В это время был кризис в русско-польских отношениях. Франтишек Ржевуский не мог ничего сделать для улучшения отношений с Российской империей. В январе 1767 года он попросил об отставке (формально ушёл в отпуск) и выехал в Польшу, оставив в Санкт-Петербурге своего секретаря Петра Морица Глера в качестве заместителя. 20 марта 1767 года польский сенат назначил резидентом в России Якуба Псарского.
В 1775—1783 годах Франтишек Ржевуский занимал должность маршалка надворного коронного. В 1776 году на сейме был избран консуляром (советником) Постоянного Совета.
За свои заслуги был награждён орденами Белого орла (1757) и Святого Станислава (1765).
В 1755 году женился на Юлианне Скарбек, от брака с которой не имел детей.